# Policía de Catar

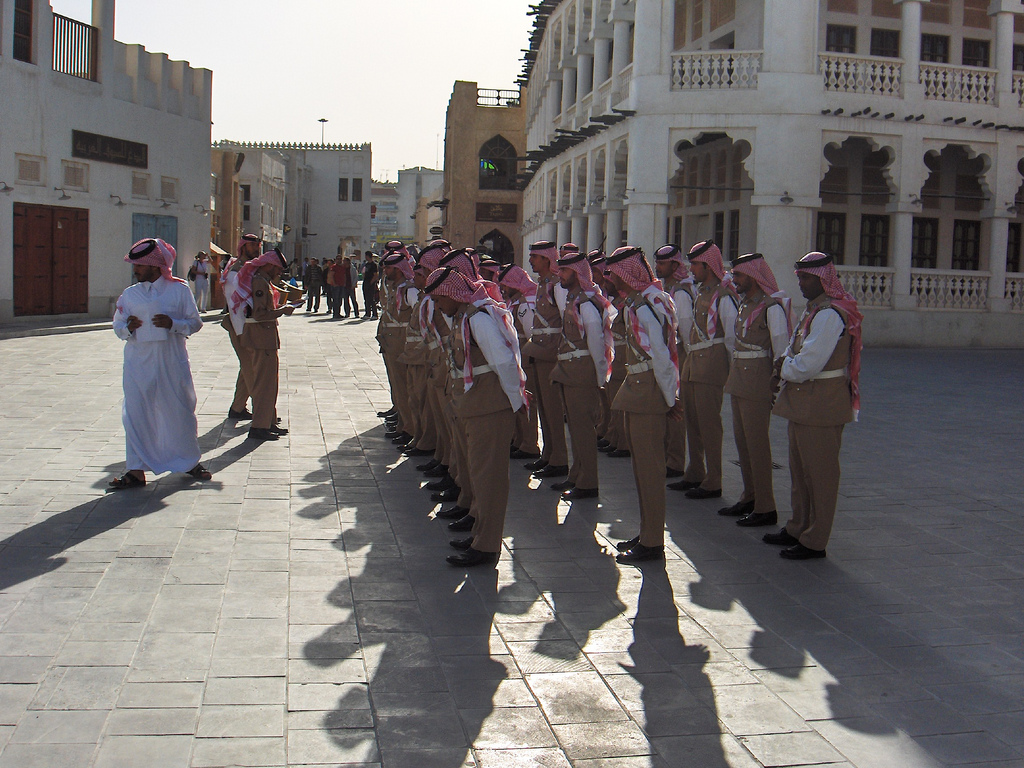
Unidad de la policía de Catar formada en Souq Waqif

Los cuerpos de policía de Catar son las diferentes fuerzas de seguridad administradas por el Ministerio del Interior del gobierno catarí. Antes de ser admitidos en alguna de las policías del Estado de Catar, tanto hombres como mujeres deben asistir a una academia policial y aprobar todos los cursos que allí son dictados.

## Historia
La primera agencia policial formada en el Estado de Catar fue la "Policía Disciplinaria" en 1949. Esta agencia comenzó sus funciones en 1949 en la Sección de Policía de Doha, que estaba ubicada en el centro de Souq Waqif. Las funciones de esta sección consistían en brindar protección de seguridad a los ciudadanos, mantener la disciplina mediante el desplazamiento de patrullas, cumplir la misión de guardias permanentes en zonas vitales de la capital, organizar el tráfico y supervigilar la seguridad vial. También llevó a cabo todas las demás funciones relacionadas con la policía, como realizar investigaciones sobre casos penales y de tráfico y remitir a los acusados a los tribunales.
En respuesta a las protestas generalizadas que estallaron en Qatar en 1956, el entonces emir Ali bin Abdullah Al Thani comenzó a invertir fuertemente en la fuerza policial. Como resultado, durante la década de 1950 se construyó una nueva jefatura de policía.

## Agencias policiales

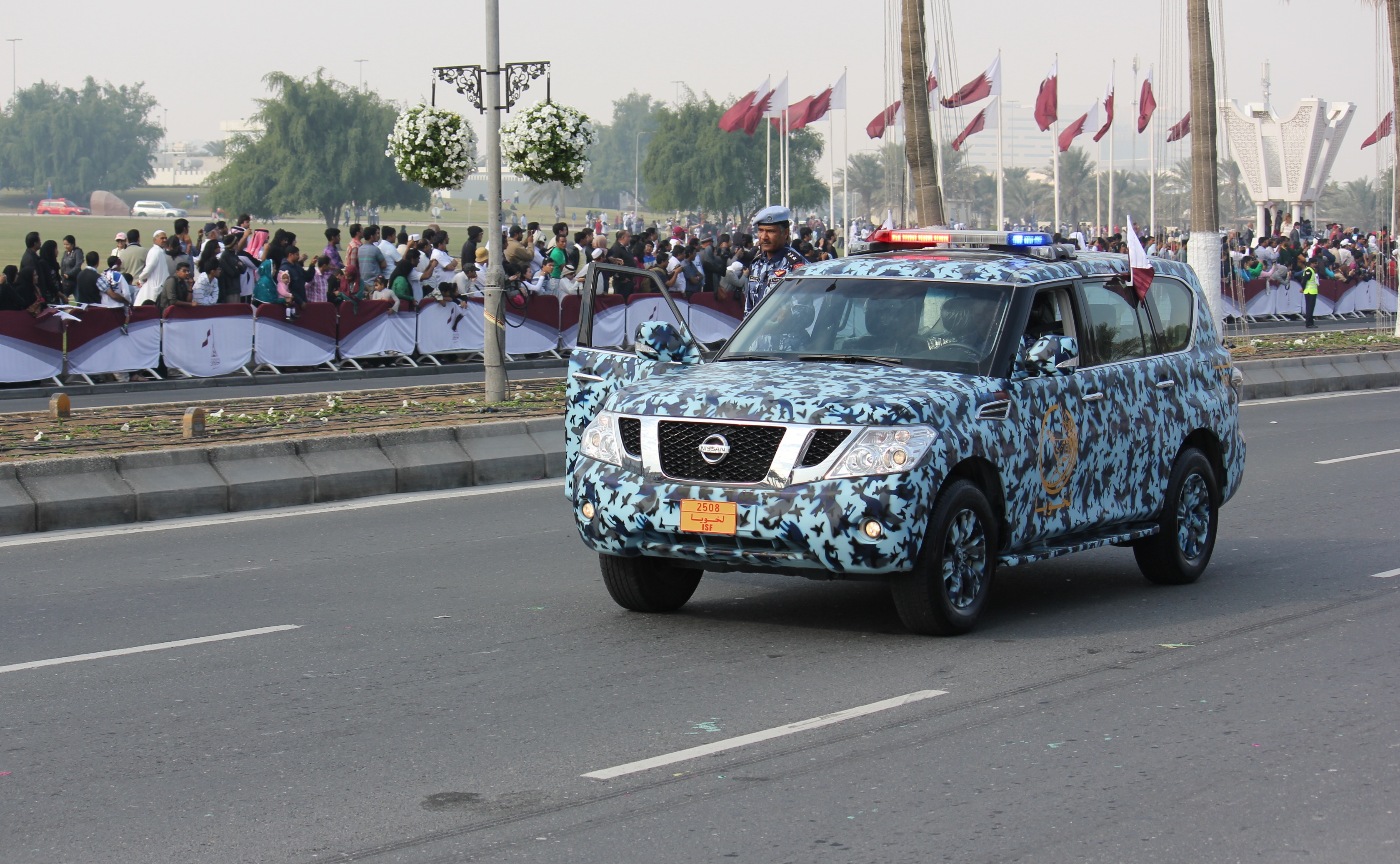
Patrulla de la Fuerza de Seguridad Interna de la policía de Catar

En 1970 fue creada la Dirección General de Seguridad Pública del Ministerio del Interior, organismo encargado de administrar las diferentes agencias de policía, cada una con funciones y atribuciones diferentes e independientes entre sí. Entre las distintas oficinas se contemplan las siguientes:

### Departamento de Policía de Emergencia (Al-Fazaa)
El Departamento de Policía de Emergencia, o también llamado Al-Fazaa, fue creado en marzo de 2009 por el Decreto del Ministro de Estado para Asuntos del Interior N° 13 de 2009. Es el organismo responsable de la organización y disposición de las patrullas policiales en todas las regiones de la capital y el área de competencia del Departamento de Seguridad de Al-Rayyan, brindando servicios policiales proactivos para prevenir el crimen antes de que ocurra, respondiendo a las llamadas de emergencia del público y brindar apoyo y asistencia a todos los departamentos del Ministerio.
En 2022 fue inaugurada la nueva sede central del departamento, ubicada en el sector de Mesaimeer, en Doha.

### Departamento de Policía Juvenil
En 1989, el ministro del Interior creó el Departamento de Policía de Menores como departamento independiente de conformidad con el artículo 5 de la Ley de Menores y está bajo la competencia de la Dirección General de Seguridad Pública. El departamento obtuvo su mandato de la Ley de Menores, que define los deberes y responsabilidades del departamento. Sus principales responsabilidades según la Ley son las siguientes:
- Investigar los casos de menores y detener a los delincuentes para sentenciarlos de conformidad con la ley;
- Asesorar sobre el caso de un menor de edad que ya haya sido condenado por un delito, por alguna de las medidas previstas en la Ley del Menor;
- Asistir a las sesiones de juicio de menores y levantar un expediente de ejecución para cada caso, presentando todas las actuaciones relativas al menor o tribunal ante el que se encuentra pendiente el caso;
- Presentar solicitudes de libertad bajo condición de delincuentes juveniles condenados a prisión con base en informes elaborados por el Centro de  Preparación Social de conformidad con la ley; y

cualesquiera otras tareas que le sean asignadas.
El departamento tiene la facultad de detener a delincuentes por un período que no exceda de 48 horas si "las circunstancias lo exigen", pero un tribunal puede ordenar una extensión de ese período.

### Departamento de Seguridad del Aeropuerto
El Departamento de Pasaportes y Seguridad Aeroportuaria (DPSA) es responsable de la supervisión directa de las entradas y salidas desde y hacia Catar, y fue establecido como entidad independiente en 2004 mediante el Decreto Ministerial N° (37) de 2004 bajo la autoridad de la Dirección General de Seguridad Pública. El departamento se especializa en tareas de seguridad y servicio relacionadas con el trato diario con el público, así como en tomar medidas para mantener la seguridad y regular el tráfico a través del Aeropuerto Internacional Hamad.

### Seguridad del Estado de Catar
La Seguridad del Estado de Catar es una rama del Ministerio del Interior responsable de asuntos relacionados con disputas políticas, terrorismo y espionaje. Se formó como resultado de la fusión entre la Oficina de la Policía Secreta y el Servicio de Investigación y Seguridad del Estado.

## Formación académica

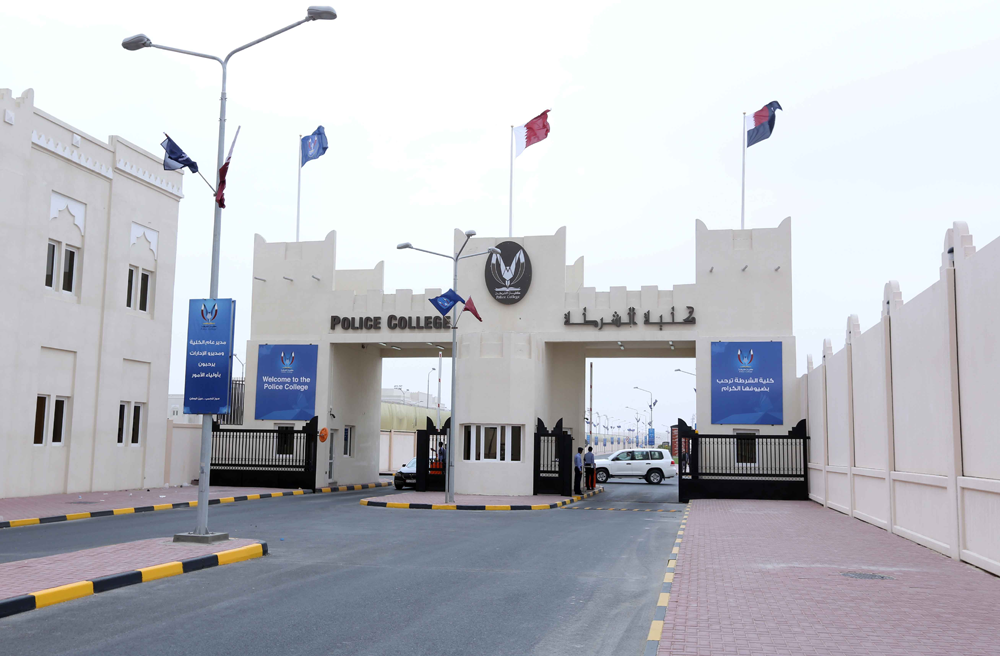
Acceso principal a la Academia Policial de Catar, en Doha

Los agentes de policía deben asistir a la academia de policía en Doha antes de poder ser admitidos en cualquiera de las instituciones. Históricamente, la fuerza policial estaba compuesta mayoritariamente por hombres. Antes de 2003, sólo había 30 mujeres en toda la dotación policial del país. Esa situación cambió ese año, cuando un escuadrón femenino completo compuesto por 107 mujeres se graduó de la academia de policía de Catar por primera vez en la historia.
En 2013, el emir Tamim bin Hamad Al Thani aprobó un decreto para establecer una escuela de policía de cuatro años. Un oficial de policía afirmó que el objetivo de establecer la institución era crear una fuerza policial altamente capacitada que fuera capaz de mantener la seguridad en grandes eventos como la Copa Mundial de la FIFA 2022. La academia abrió sus puertas en agosto de 2014 con una matrícula de 130 estudiantes y un presupuesto de 2500 millones de rial catarí. Los estudiantes que egresan de la Escuela de Oficiales se gradúan con una Licenciatura en Derecho y Ciencias Policiales, obteniendo automáticamente el rango de teniente.